# Јулијус фон Хајнау
Јулијус Хајнау (14. октобар 1786 – 14. март 1853) био је аустријски генерал.

## Биографија
Хајнау је био пореклом из Хесена. Године 1801. ступио је у аустријску војску и у наредним годинама учествовао у свим ратовима против Наполеонове Француске. Као командант Вероне, Хајнау је допринео победи Аустријанаца код Сомакампање 25. јула 1848. Истакао се у гушењу устанка у Италији 1849. године. Нарочито је познат по гушењу устанка у Брешији марта исте године. Као врховни командант аустријске војске у Мађарској, са устаницима је поступао немилосрдно. Умро је 1853. године.